# Compagnia della Vela
La Compagnia della Vela est un club nautique privé situé à Venise en face de la Place Saint-Marc. Il est membre de la Federazione Italiana Vela (it). La darse se trouve dans le bassin de Saint-Marc sur l'île de San Giorgio Maggiore.

## Histoire
Sa fondation date du 15 mai 1911, sous le nom de Yacht Club Veneziano. L'écrivain Gabriele D'Annunzio, étant l'un de ses premiers membres, inspire en 1919 le nouveau nom de Compagnia della Vele d'après la devise Custodi Domine Vigilantes dont l'acronyme est CDV. En 1933, le club nautique acquiert le brevet décerné par la roi d'Italie Victor-Emmanuel III permettant de porter les armoiries royales en devenant la Reale Compagnia della Vela. A l'avènement de la république, en 1948, le club reprend son nom actuel.
En 1990 la société reçoit du Comité national olympique italien l'Étoile d'argent du mérite sportif et en 2012 le Collier d'or du mérite sportif.
La Compagnia della Vela organise de nombreux évènements sportifs et régates internationales. En 1992, sous ses couleurs, le yacht de class america Il Moro di Venezia gagne la Coupe Louis-Vuitton devenant ainsi le challenger face au defender américain America³ lors de la Coupe de l'America se déroulant à San Diego.